# Jean-Pierre Guitard
Jean-Pierre Guitard (* 7. August 1948 in Panazol) ist ein ehemaliger französischer Radrennfahrer.

## Sportliche Laufbahn
Guitard war im Straßenradsport aktiv. Als Amateur gewann er 1969 das Eintagesrennen Paris–Verneuil, 1970 eine Etappe der Tour du Limousin, 1971 das Etappenrennen Tour du Loir-et-Cher, des Paarzeitfahren Flèche d’Or, die Trois Jours de Lumbres, Paris–Montargis und eine Etappe der Tour de l’Avenir, die er auf dem 16. Platz beendete (1972 wurde er 40.). Mit André Corbeau, Claude Aiguesparses und Christian Poissenot wurde er nationaler Meister im Mannschaftszeitfahren. 1973 wurde er Dritter der Meisterschaft. 1972 gewann er die Route de France und Paris–Évreux.
Von 1973 bis 1977 war er Berufsfahrer. Als Radprofi gewann er 1973 eine Etappe der Luxemburg-Rundfahrt, die er als Dritter beendete. In der Vuelta a España 1973 wurde er 60., 1974 43. Zweiter wurde Guitard bei Paris–Évreux 1969, bei Paris–Rouen 1971 und 1972, in der Tour des Alpes de Provence 1972. Dritter wurde er in der Amateurversion des Giro d’Italia, dem Giro Ciclistico d’Italia 1971 und bei Paris–Épernay 1973.